# Julio Sorigué Zamorano
Julio Sorigué Zamorano   (Cervera, 1933 - Lleida, 12 d'agost de 2025) fou un empresari català.
El 1954 començà a treballar en la construcció com a empresari individual a Binèfar. El 1968 va fundar l'empresa Julio Sorigué Zamorano SA dedicada a la construcció i amb seu a Lleida, i que el 1980 esdevindria Sorigué SA.
El 2005 va adquirir Acsa, l'antiga unitat de construcció del Grup Agbar, i l'empresa es transformà en Grup Sorigué, del qual és president honorífic des de 2012, i ha estat relacionat amb el sector de la construcció, la tasca cultural i cívica i els sectors agrícola i mediambiental. S'hi troba vinculada la Fundació Sorigué, que impulsa des de Lleida activitats culturals, socials i educatives, disposa d'una col·lecció d'art i gestiona un centre ocupacional per a discapacitats psíquics.

## Reconeixement
- El 2010 la Generalitat li va concedir la Medalla al Treball Francesc Macià.
- El 2012 va rebre el premi Especial Prestigi de la Diputació de Lleida.[3]
- El Govern de Catalunya li concedí la Creu de Sant Jordi el 2013.[4]
- Medalla d'Or de la ciutat de Lleida.[5]